# Señas de identidad
Señas de identidad (dt. Identitätszeichen) aus dem Jahr 1966 ist eines der berühmtesten und bedeutendsten Werke der spanischen Literatur und wurde von Juan Goytisolo verfasst. Die Veröffentlichung wurde allerdings aufgrund der spanischen Zensur verboten, da sich das Werk direkt auf die Situation der Menschen unter dem Regime von General Franco bezog. So wurde der Roman zunächst in Mexiko veröffentlicht, erst zehn Jahre später (nach dem Tod von General Franco) durfte er in Spanien erscheinen. In diesem Werk geht es um Álvaro Mendiola, einem Mann in den Mittdreißigern, der als Fotograf und Journalist arbeitet. 1963 kehrt dieser nach einem Zusammenbruch zur Genesung in seine Heimat Spanien zurück, nachdem er bereits elf Jahre im Exil in Frankreich gelebt hatte. In Spanien nutzt der Protagonist die Ruhe, um sein Leben zu ordnen. Dies führt ihn in ein Chaos von Bruchstücken vieler Geschichten. Ziel der Suche ist es, die eigene Identität (s. deutscher Titel: Identitätszeichen) herauszufinden. Ein Ziel, das zum Scheitern verurteilt ist.

## Hintergrund
Von 1936 bis 1939 fand der Spanische Bürgerkrieg statt, ausgelöst durch soziale, ökonomische und religiöse Reformen, die den Widerstand der alten Eliten provozierten und sich unter dem Kommando verschiedener nationaler Generäle gegen die republikanische Regierung erhoben. Anfang April 1939 zog General Franco als Sieger des Bürgerkriegs in Madrid ein, die republikanische Regierung ging ins französische Exil. In den Jahren darauf installierte Franco eine Diktatur, unter der ein Großteil der liberalen Reformen der 1930er Jahre zurückgenommen wurden. Vor allem wurden Kirche und Großgrundbesitzer gestärkt, während das Land außenpolitisch zunehmend isoliert war. Dies änderte sich erst mit Beginn des Kalten Krieges, als Franco als eine verlässliche Bastion gegen den Kommunismus und Waffen- und Truppenstützpunkt gebraucht wurde.
Schon während des Krieges waren viele Intellektuelle ins Exil gegangen und mit der Festigung der franquistischen Herrschaft verließen immer mehr Spanier, unter ihnen viele Schriftsteller, das Land. Viele Exilanten fühlten sich in den aufnehmenden Ländern fremd und heimatlos, was sich in vielen Texten widerspiegelte: Die Suche nach der eigenen Identität, wenn man zwischen zwei Kulturen lebt und nirgendwo heimisch ist, waren ebenso ein Thema wie die Hoffnungen, eines Tages wieder zurückkehren zu können – was an einen Politikwechsel gebunden war. Viele bezogen sich in ihren Schriften auf die Errungenschaften der Zweiten Republik, wie die Zivilehe, weitgreifende Bildungsreformen, Besitzumverteilung und eine stärkere Trennung von Staat und Kirche.
Die Zweite Republik war Bezugspunkt vieler Schriftsteller, ihre Sehnsucht drückten sie auch in den Hoffnungen aus, dass nach Franco Spanien wieder eine Demokratie werde und sie selbst zurück in ihre Heimat könnten.

## Handlung
In den ersten Kapiteln des Romans Señas de identidad (dt.: Identitätszeichen) wird die Vergangenheit des Protagonisten Álvaro Mendiola mit Hilfe von wieder gefundenen Fotografien oder Erinnerungsstücken aus dem Elternhaus in Spanien in vielen Fragmenten rekonstruiert. Dabei wird der Leser mit der Mischung aus Retrospektiven der spanischen Geschichte konfrontiert, in die die Geschehnisse von Álvaros Leben eingebettet sind.
Im Hinblick auf die spanische Geschichte in Verbindung mit den persönlichen Erinnerungen des Protagonisten zeigen beide Vergangenheiten ein Bild von Chaos, Unsicherheiten und Angst, Frustration, Distanzierung und Scheitern, welches sich durch die gesamte Erzählung hindurch zieht. Auf dem langen Weg seiner Selbstfindung passiert Álvaro Mendiola viele historische Ereignisse der Entwicklung zum modernen Spanien, mit dem er sich am Ende der Erzählung nicht mehr verbunden fühlt.
Álvaro kehrt für die autobiographische Recherche wenige Tage in die Idylle des Wohnsitzes seiner Eltern in der Nähe von Barcelona zurück, um die wirren Erinnerungen in die Familiengeschichte einordnen zu können. Dabei mischen sich anfänglich Erinnerungen an Tätigkeiten seines Urgroßvaters im Kuba des 19. Jahrhunderts, an die Zeit mit dem Kindermädchen Lourdes, seinen Onkel César und Eulegio und an die Kindheit mit seinen alten Freunden. Danach ruft der Protagonist Fragmente seines Studiums wieder in sein Gedächtnis zurück, mit denen der Tod seines Professors Ayuso und der verpatzte Aufstand der Studenten plötzlich wieder präsent werden.
Der Fokus des zweiten Kapitels liegt auf der Studienzeit Álvaros, seinen spanischen Freunden und den gemeinsamen Idealen. Dabei bemerkt der Protagonist, dass er verfehlt hat, für seine Ideale einzustehen und zu kämpfen und dass der Tod seines Professors Ayuso einen Tiefpunkt dieser kampfeshungrigen Generation darstellt.
Das dritte Kapitel spielt in Yeste, einem Ort in der Nähe von Murcia, mit welchem Álvaro wichtige Ereignisse in seinem bisherigen Lebenslauf assoziiert. Zunächst einmal ist es der Ort, an dem sein Vater 1936 von den republikanischen Milizionären erschossen wurde. Der Protagonist hat sich nun zur Aufgabe gemacht, die Vorkommnisse dieser Zeit in einem Dokumentarfilm wiederzugeben. Außerdem ist Yeste ein Ort vorrevolutionärer Unruhen gewesen, mit dem auch der Ausbruch des spanischen Bürgerkrieges verbunden wird.
Dabei wird der Leser mit einer verwirrenden Struktur konfrontiert, da diese sich auf mehreren Zeitstufen konzentriert, die vom Autor keinesfalls chronologisch, sondern ineinander verschachtelt angeordnet wurden: Es mischen sich persönliche Erinnerungen des Protagonisten und eine collagenartige Rekonstruktion der vergangenen Geschehnisse, die vorwiegend in der Kameraperspektive des Films geschildert werden. Die Verwirrung wird perfekt, als Álvaro Mendiola die revolutionären Episoden von 1936 und eine Feria mit Stierkampf des Jahres 1958 ineinander laufen lässt. Eine erneute Parallele der beiden Zeitebenen wird hier gezogen, als die Qual und das Leiden eines Stieres wenig später mit dem Mord zahlreicher Republikaner im Yeste des Jahres 1936 verglichen werden. In diesem Kapitel werden erste Zweifel Álvaros und die Hoffnungslosigkeit seiner Suche nach Totalität bereits deutlich, doch gibt dieser sein Vorhaben noch nicht gänzlich auf.
Im vierten Kapitel wird der Handlungsraum der Erzählung erstmals erweitert. Die freigewählte Exilsituation in Frankreich und deren Folgen werden dem Protagonisten mit der Zeit bewusst, sodass die Zuversicht bezüglich seiner Identitätsfindung in den folgenden Kapiteln weiter schwindet. Álvaro wird klar, dass sich die Laufbahnen seiner spanischen Freunde und sein eigener Lebenslauf immer weiter voneinander entfernen. Informationen über seine Heimat erhält der Protagonist nur noch über Überwachungsprotokolle der Geheimpolizei. Goytisolo zitiert dafür teilweise ganze Passagen aus den Polizeiprotokollen. Auch einige Auskünfte über seinen Kumpanen Antonio, dessen Exilzeit im eigenen Land fragmentarisch der Exilsituation Álvaros in Paris gegenübergestellt wird, können dem Protagonisten bei der Suche seiner verlorenen Identität nicht ausreichend weiterhelfen. Antonio, welcher aufgrund einer gescheiterten Demonstration von Studenten in Barcelona festgenommen und zum innerspanischen Exil verurteilt wurde, wird von Álvaro für die Bewahrung seiner Identität sehr beneidet.
Unter der Betrachtung der klaffenden Lücken innerhalb seiner Autobiographie, kann sich Álvaro am Ende des fünften Kapitels in einem Dialog mit seiner Lebensgefährtin Dolores kaum noch daran erinnern, ob er Verfechter der republikanischen Seite war oder doch für Franco gekämpft hat.
Die letzten drei Kapitel des Romans beschreiben den Abschluss der Suche Álvaros nach seiner Identität, der bedauerlicherweise in Frustration und im Scheitern des Vorhabens endet. Álvaro Mendiola scheint nicht länger die Illusion eines persönlichen Erfolges bei der Rekonstruktion der vielen „Identitätszeichen“ aufrechterhalten zu können. Er fühlt sich in der Gruppe seiner früheren spanischen Freunde nicht mehr zugehörig, nimmt seiner Meinung nach die Rolle eines Fremden ein. Die demonstrierte Reife und vor allem die Beständigkeit (trotz mehrerer Rückschläge) gegenüber der verfolgten Ziele und Ideale seiner Freunde lassen nun einen frustrierten und gescheiterten Protagonisten in Selbstzweifel versinken.
Das sechste Kapitel beginnt mit der Darstellung der ersten Begegnung zwischen Álvaro und seiner Lebensgefährtin Dolores. Trotz der Unterschiedlichkeit der politischen familiären Hintergründe (die Eltern von Dolores sind Republikaner, Álvaro Befürworter des Franquismus), erscheinen die beiden unzertrennlich, sie begleitet ihn auf seinen Reisen und nimmt ihm auf der persönlichen Ebene fast dieses Gefühl der Unvollkommenheit. Doch ist die Liebe und Dauerbeziehung zu ihr nicht so stark und konstant, wie der Protagonist es sich erhofft hat. Als Dolores eine Abtreibung in einer Genfer Klinik vornehmen lassen soll, weil Álvaro kein Kind haben möchte, bilden sich auch hier erste Risse in dieser bisher recht stabilen Liebesbeziehung. Wenig später bricht der Protagonist zusammen und erkennt in der Klinik, dass seine Identitätsfindung aussichtslos ist.
Im nächsten Kapitel sieht sich Álvaro mit der Tatsache konfrontiert, die Wurzeln zu seinem Heimatland Spanien endgültig verloren zu haben. Die Entfremdung von diesem Land und der Betrug an seinen politischen und persönlichen Idealen sowie das Verlassen seiner früheren Freunde ist bereits unwiderruflich vorangeschritten. Seine Exilsituation in Frankreich wird beispielsweise mit den Lebens- und Arbeitsbedingungen spanischer Emigranten bzw. so genannter „Gastarbeiter“ verglichen, die immer wieder Diskriminierungen und Benachteiligungen ausgesetzt werden. Álvaro befindet sich ebenfalls als Fremder im Ausland und erfährt sozusagen dieselbe Behandlung von einheimischen Franzosen.
Das achte Kapitel der Erzählung spielt auf einem Aussichtspunkt des Montjuich. Álvaro fühlt sich wie einer der anderen Touristen und nimmt seine Umgebung durch eines der dort befindlichen Ferngläser wahr. Es folgen einige Aussagen bzw. Ausrufe in verschiedenen Sprachen der zahlreichen Besucher und die montageartige Kombination mit einigen Ausschnitten aus Informationsheften und Stadtführern für ausländische Touristen. Álvaro erinnert sich schmerzlich an die vielen Menschen, die während des Bürgerkrieges misshandelt und getötet wurden, weil sie u. a. für ihr Recht auf freie Willensäußerung kämpften. Der Protagonist betrachtet die Omnipräsenz der Besucherströme eher kritisch, da diese nun das moderne Spanien prägen, mit dem er keinerlei Verbindung mehr herstellen kann. Angesichts dessen, was aus seinem früheren Heimatland über die Jahre seiner Abwesenheit geworden ist, kommt er zu der bedauerlichen Erkenntnis, dass das Einzige, was ihn noch mit Spanien verbindet, die spanische Sprache ist.

## Erzählweise und Struktur
Juan Goytisolo verwendet für seine Geschichte einen Erzähler in der 2. Person Singular, der mit einem Gesprächspartner spricht. Es scheint wie eine Zeitung, in der Gedanken, Gefühle und Erinnerungen ausgedrückt werden. Eine einzige Erzählinstanz gibt es nicht, denn es werden viele verschiedene Stimmen und Personen benutzt, um über die Geschehnisse zu berichten. Ein allwissender Erzähler ist nicht vorhanden.
In dem Buch sind auch Passagen in der 3. Person zu finden, um eine gewisse Objektivität auszudrücken. Diverse Berichte und Beobachtungsprotokolle dienen dazu ein lebhaftes und denkbares Bild zu zeichnen. Die Berichte sind jedoch etwas verwirrend, weil der Leser bis zum Ende nicht die Identität der Personen herausfinden kann. Dieser Erzählstil soll die Verwirrtheit sowohl von Álvaro als auch der Spanier während des Franco-Regimes darstellen. Der Gebrauch der Sprünge im Erzählen, von Prolepsen und Analepsen, führt dazu, dass der Leser die desorientierte und nicht gefestigte Situation besser wahrnehmen kann. Goytisolo steuert die Geschichte, indem er sich auf den Protagonisten und seine Erinnerungen konzentriert. Dieser präsentiert uns eine unsichere, chaotische und emotionslastige Rückblende.
Auf den ersten Blick erscheint es dem Leser, als gebe es keine chronologische Reihenfolge, weil viele Passagen Analepsen und Prolepsen enthalten. Außerdem wechseln die Erzählperspektiven, die Orte, die Personen und die Zeiten. Trotzdem weist jedes Kapitel ein Motiv auf, dass den Leser leiten soll. Dieses Leitmotiv bezieht sich auf einen spezifischen Punkt in der Vergangenheit des Protagonisten und erzählt von seiner Wichtigkeit und wie er sich auf die Bildung der Identität ausgewirkt hat. Wenn man jedoch einige Passagen des Buches öfter liest und sich dadurch ein tiefer greifendes Verständnis verschafft, wird man eine bestimmte Chronologie erkennen. Die beschriebene Verwirrtheit, die der Autor schafft, ist gewünscht, um eine authentische Rückblende darzulegen.
Die Sprache in dem Buch wird genutzt, um eine authentische Darstellung der Geschehnisse im Franquismus und dem Exil zu schildern. Außerdem nutzt Goytisolo eine „lenguaje nuevo, virulento y anárquico“, mit der er sich von der starren spanischen Sprache lösen möchte und die Realität aufzeigt. Ironische Passagen beleuchten sowohl die unterdrückenden Aktivitäten des Franco-Regimes als auch die Wut und Verwirrung der Menschen während dieser prägenden Zeit.

## Progressive Entfremdung und die Bedeutung des Exils
Das Exil brachte eine Entfremdung mit sich, weil man meist in einer anderen Stadt lebte und sich von seinem Heimatland und seiner Kultur abgegrenzt und entfernt fühlte. Obwohl das Leben im Exil ohne Unterdrückung und mehreren Rechten möglich war, fühlt sich Álvaro fremd und einsam. Der Leser bemerkt, dass eine Veränderung seinerseits stattfindet, welche den Weg der Suche nach seinem Ich verschärft.
Die Gründe für die Entfremdung sind der Mangel an Integration in der Fremde und der Verlust des Gefühls sich wirklich „spanisch zu fühlen“ und somit für das franquistische Regimen einzustehen. Álvaro Mendiola kann seine Verlustängste nicht mit seinen Freunden teilen, die trotz der zahlreichen Probleme an ihren Idealen festgehalten und sich weiterentwickelt haben.
Dieser Ausschluss und die Reue, die Freunde verlassen zu haben und sie nicht unterstützen zu können, während sie für ihre Ideale gegen das Regimen kämpften und beschränkt lebten, belastet die Menschen im Exil sehr.
Diese Nicht-Identifikation mit dem Heimatland Spanien, der Geschichte und Kultur (abgesehen von der Sprache) sowie dem Nicht-Teilnehmen am Leben der Freunde und dem Verlust der einst geteilten Ziele begünstigt das Scheitern des Protagonisten Álvaro Mendiola auf der Suche nach der eigenen verlorenen Identität.
Der Autor Juan Goytisolo lebte selbst einen großen Teil seines Lebens im Exil. Es lässt sich daher sagen, dass sein Werk autobiographische Wurzeln besitzt.